# Phyllis Allen
Phyllis Allen (Nova York, 25 de novembre de 1861 − Los Angeles (Califòrnia), 26 de març de 1938) va ser una actriu de cinema mut especialitzada en papers còmics. De posat imponent i expressions altives les seves interpretacions com a esposa dominant recorden molt a les de Marie Dressler.

## Biografia
Va néixer a Staten Island (Nova York) el 1861. Inicià la seva carrera artística com a actriu de vodevil, cantant i pianista. El 1910 realitzà el seu debut cinematogràfic de la mà de la Selig per passar posteriorment a la Keystone de Mack Sennett el 1913. Romangué amb Sennet fins al 1916 participant en diferents pel·lícules de Charles Chaplin, Roscoe Arbuckle o Mack Swain. El 1916 fou contractada per la Fox Comedies i posteriorment passaria per la majoria de productores especialitzades en cinema còmic a la Universal, la Model Comedies de Gale Henry o la Vitagraph en títols com “The Head Waiter” (1919) o “Footprints” (1920). Fou contractada posteriorment en les pel·lícules de Chaplin “Pay Day” (1922) i “The Pilgrim” (1923). Es retirà del cinema el 1928 i morí 10 anys després a Los Angeles.

## Filmografia parcial
- Forced Bravery (1913)
- Murphy's I.O.U. (1913)
- Peeping Pete (1913)
- The Riot (1913)
- Mother's Boy (1913)
- Two Old Tars (1913)
- Fatty at San Diego (1913)
- Rebecca's Wedding Day (1914)
- A Thief Catcher (1914)
- Where Hazel Met the Villain (1914)
- The Eavesdropper (1914)
- Fatty and the Heiress (1914)
- Fatty’s Finish (1914)
- A Robust Romeo (1914)
- A Busy Day (1914)
- Love and Bullets (1914)
- Caught in a Cabaret (1914)
- The Rounders (1914)
- Hello, Mabel (1914)
- Lover's Luck (1914)
- Gentlemen of Nerve (1914)
- His Trysting Place (1914)
- The Property Man (1914)
- Getting Acquainted (1914)
- Dough and Dynamite (1914)
- Leading Lizzie Astray (1914)
- Tillie's Punctured Romance (1914)
- That Little Band of Gold (1915)
- Gussle's Wayward Path (1915)
- Hushing the Scandal (1915)
- Fatty's Plucky Pup (1915)
- Fickle Fatty's Fall (1915)
- A Submarine Pirate (1915)
- A Night in the Show (1915)
- A Movie Star (1916)
- The Judge (1916)
- The Lion and the Girl (1916)
- The Vagabond (1916)
- The Adventurer (1917)
- The Head Waiter (1919)
- Monkey Stuff (1919)
- This Way Out (1920)
- Her First Flame (1920)
- Footprints (1920)
- White Youth (1920)
- Pay Day (1922)
- The Pilgrim (1923)
- The Two Twins (1923)